# Canonizzazioni per pontificato

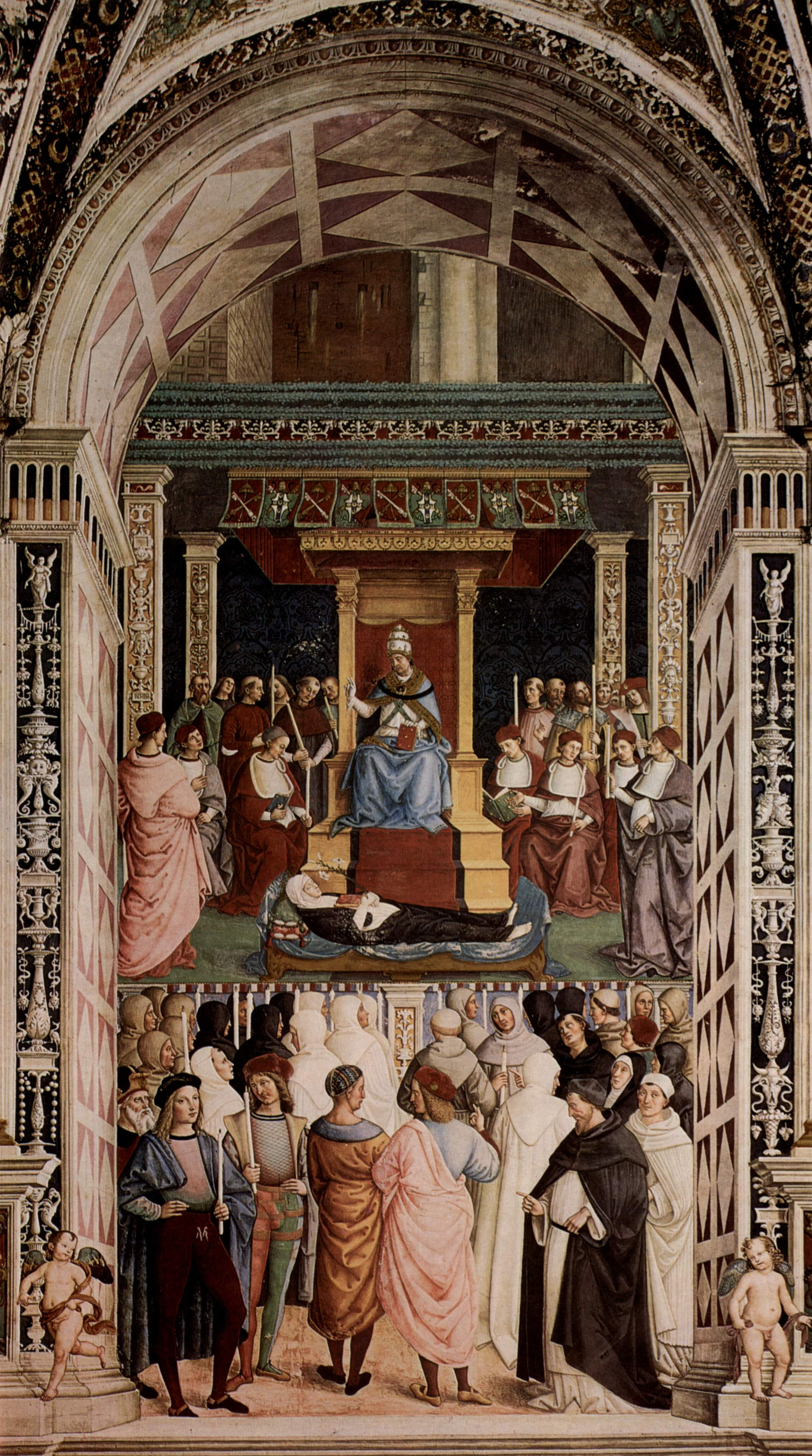
Papa Pio II canonizza Caterina da Siena nel 1461 in un affresco di Pinturicchio nel Duomo di Siena

In questa pagina sono elencate tutte le canonizzazioni celebrate a partire dall'istituzione della Congregazione dei Riti, nel 1588. Sono citate anche le canonizzazioni note avvenute prima dell'istituzione di tale congregazione. 
La prima sicura canonizzazione papale di cui esiste ancora il documento pontificio è quella di sant'Ulrico, vescovo di Augusta, eseguita da papa Giovanni XV il 31 gennaio 993 durante un sinodo celebrato in Laterano.
Per i primi tempi, comunque, le canonizzazioni papali furono sporadiche e la proclamazione dei santi rimase una prerogativa dei vescovi locali.
Il 6 luglio 1170 papa Alessandro III inviò a Canuto I, al clero e al popolo svedese la lettera Æterna et incommutabilis che si concludeva con l'Audivimus, che proibiva ai fedeli il culto pubblico di un santo non autorizzato dalla Santa Sede. Curando l'edizione ufficiale delle Decretali per incarico di papa Gregorio IX, il 5 settembre 1234 Raimondo di Peñafort inserì l'Audivimus di papa Alessandro III tra le leggi universali della Chiesa.
Il 22 gennaio 1588, con la costituzione apostolica Immensa Aeterni Dei, papa Sisto V affidò alla Sacra Congregazione dei riti il compito di trattare le cause dei santi e preparare le canonizzazioni papali: dopo la fondazione della Congregazione, la prima canonizzazione fu quella del domenicano polacco Giacinto, celebrata da papa Clemente VIII nel 1594.

## Canonizzazioni avvenute prima del 1588
- Pontificato di Giovanni XV:
  - Ulrico, vescovo di Augusta (31 gennaio 993).[1]
- Pontificato di Gregorio V:
  - Adalberto, vescovo di Praga, martire (997).[6]
- Pontificato di Benedetto VIII:
  - Simeone, monaco a Polirone (1016).[6]
- Pontificato di Giovanni XIX:
  - Adalardo, abate di Corbie (1024).[6]
  - Bononio, abate di Lucedio (1026).[6]
- Pontificato di Benedetto IX:
  - Romualdo, eremita, fondatore dei camaldolesi (1032).[6]
  - Simeone, vescovo di Treviri (25 dicembre 1041).[6]
- Pontificato di Clemente II:
  - Viborada, vergine e martire (5 gennaio 1047).[7]
- Pontificato di Leone IX:
  - Deodato, vescovo di Nevers (1049).[7]
  - Gervaso di Liegi (1049).[7]
  - Romarico, fondatore e abate di Luxeuil (3 dicembre 1049).[7]
  - Amato, sacerdote e abate di Remiremont (3 dicembre 1049).[7]
  - Adelfo, vescovo di Metz (3 dicembre 1049).[7]
  - Gerardo, vescovo di Toul (2 maggio 1050).[8]
  - Volfango, vescovo di Ratisbona (8 ottobre 1052).[8]
  - Erardo, vescovo a Ratisbona (8 ottobre 1052).[8]
- Pontificato di Alessandro II:
  - Arialdo, martire (1067).[8]
  - Teobaldo, sacerdote ed eremita (1070).[8]
  - Enecone, abate di Oña (1070).[8]
- Pontificato di Gregorio VII:
  - Pascasio Radberto, abate di Corbie (1073).[8]
  - Gerardo Sagredo, vescovo di Csanád e martire (1083).[8]
  - Stefano I, re d'Ungheria (1083).[8]
  - Emerico, principe d'Ungheria (1083).[8]
- Pontificato di Urbano II:
  - Godeleva, martire (1084).[8]
  - Erlembaldo Cotta (1095).[8]
  - Nicola, pellegrino (1098).[8]
  - Attilano, vescovo di Zamora (?).[8]
- Pontificato di Pasquale II:
  - Angilberto, abate di Saint-Riquier (1100).[8]
  - Canuto, re di Danimarca, martire (19 aprile 1101).[8]
  - Pietro, vescovo di Anagni (4 giugno 1109).[8]
- Pontificato di Callisto II:
  - Arnolfo, vescovo di Soissons (6 gennaio 1120).[8]
  - Ugo, abate di Cluny (1120).[8]
  - Corrado, vescovo di Costanza (1123).[8]
  - Gerardo, vescovo di Potenza (1124).[8]
- Pontificato di Innocenzo II:
  - Gottardo, vescovo di Hildesheim (29 ottobre 1129).[4]
  - Ugo, vescovo di Grenoble (22 aprile 1134).[4]
  - Sturmio, fondatore e primo abate di Fulda (19 aprile 1139).[4]
- Pontificato di Eugenio III:
  - Enrico II, imperatore (4 marzo 1146).[4]
- Pontificato di Alessandro III:
  - Edoardo il Confessore, re d'Inghilterra (7 febbraio 1161).[4]
  - Anselmo d'Aosta, abate del Bec e vescovo di Canterbury (9 giugno 1163).[9]
  - Elena di Skövde, vedova e martire (1164).[9]
  - Canuto Lavard, martire (8 novembre 1169).[9]
  - Tommaso Becket, vescovo di Canterbury, martire (21 febbraio 1173).[9]
  - Bernardo, abate di Chiaravalle e dottore della Chiesa (18 gennaio 1174).[9]
- Pontificato di Lucio III:
  - Bruno, vescovo di Segni (1181).[10]
- Pontificato di Clemente III:
  - Stefano, fondatore, abate di Grandmont (21 marzo 1189).[10]
  - Ottone, vescovo di Bamberga (29 aprile 1189).[10]
  - Malachia, vescovo di Armagh (6 maggio 1190).[10]
- Pontificato di Celestino III:
  - Ubaldo, canonico regolare, vescovo di Gubbio (4 marzo 1192).[10]
  - Bernoardo, vescovo di Hildesheim (8 gennaio 1193).[10]
  - Giovanni Gualberto, abate, fondatore di Vallombrosa (24 ottobre 1193).[10]
  - Rudesindo, vescovo di Mondoñedo e abate di Celanova (1195).[10]
  - Geraldo, fondatore e abate di Sauve-Majeure (27 aprile 1197).[10]
- Pontificato di Innocenzo III:
  - Omobono, laico (21 gennaio 1199).[10]
  - Cunegonda, imperatrice (3 aprile 1200).[10]
  - Gilberto, fondatore di Sempringham (1202).[10]
  - Guglielmo di Malavalle, eremita (8 maggio 1202).[10]
  - Vulstano, vescovo di Worcester (14 maggio 1203).[10]
  - Procopio, fondatore e primo abate del monastero di Sázava (2 luglio 1204).[10]
- Pontificato di Onorio III:
  - Guglielmo, vescovo cistercense di Bourges (17 maggio 1218).[10]
  - Ugo, vescovo certosino di Lincoln (18 febbraio 1220).[10]
  - Roberto di Molesme, fondatore e primo abate di Cîteaux (8 gennaio 1222).[11]
  - Guglielmo, vescovo di Roskilde (21 gennaio 1224).[11]
  - Lorenzo O'Toole, arcivescovo di Dublino (11 dicembre 1225).[11]
  - Guglielmo, arcivescovo di York (18 marzo 1226).[11]
- Pontificato di Gregorio IX:
  - Francesco d'Assisi, diacono, fondatore dei frati minori (16 luglio 1228).[11]
  - Antonio di Padova, sacerdote francescano, dottore della Chiesa (1º giugno 1232).[12]
  - Virgilio, vescovo di Salisburgo (18 giugno 1232).[12]
  - Domenico di Guzmán, sacerdote, fondatore dei frati predicatori (3 luglio 1234).[12]
  - Elisabetta d'Ungheria, vedova (27 maggio 1235).[12]
- Pontificato di Innocenzo IV:
  - Edmondo, vescovo di Canterbury (16 dicembre 1246).[13]
  - Guglielmo Pinchon, vescovo di Saint-Brieuc (24 marzo 1247).[13]
  - Pietro da Verona, sacerdote domenicano, martire (9 marzo 1253).[13]
  - Stanislao, vescovo di Cracovia, martire (8 settembre 1253).[13]
- Pontificato di Alessandro IV:
  - Chiara, vergine, fondatrice delle clarisse (12 agosto 1255).[13]
- Pontificato di Urbano IV:
  - Riccardo, vescovo di Chichester (25 gennaio 1262).[13]
- Pontificato di Clemente IV:
  - Edvige, duchessa di Slesia e Polonia, vedova, fondatrice dell'abbazia cistercense di Trzebnica (26 marzo 1267).[13]
- Pontificato di Bonifacio VIII:
  - Luigi IX, re di Francia (11 luglio 1297).[14]
- Pontificato di Clemente V:
  - Pietro Celestino, fondatore dei celestini, papa (5 maggio 1313).[14]
- Pontificato di Giovanni XXII:
  - Ludovico, vescovo francescano di Tolosa (7 aprile 1317).[14]
  - Tommaso di Cantilupe, vescovo di Hereford (17 aprile 1320).[14]
  - Tommaso d'Aquino, sacerdote domenicano e dottore della Chiesa (18 luglio 1323).[14]
- Pontificato di Clemente VI:
  - Ivo, sacerdote (26 giugno 1347).[14]
  - Roberto, fondatore e abate di La Chaise-Dieu (19 settembre 1351).[14]
- Pontificato di Urbano V:
  - Elzearo da Sabrano, penitente (15 aprile 1369).[14]
- Pontificato di Bonifacio IX:
  - Brigida, fondatrice dell'Ordine del Santissimo Salvatore (7 ottobre 1391).[15]
- Pontificato di Martino V:
  - Sebaldo, eremita (26 marzo 1425).[15]
- Pontificato di Eugenio IV:
  - Nicola da Tolentino, sacerdote eremitano (1º febbraio 1447).[15]
- Pontificato di Niccolò V:
  - Bernardino da Siena, sacerdote francescano (24 maggio 1450).[15]
- Pontificato di Callisto III:
  - Vincenzo Ferreri, sacerdote domenicano (3 giugno 1455).[15]
  - Osmundo, vescovo di Salisbury (1º gennaio 1457).[15]
  - Alberto, sacerdote carmelitano (15 ottobre 1457).[15]
- Pontificato di Pio II:
  - Caterina da Siena, vergine, terziaria domenicana (29 giugno 1461).[15]
- Pontificato di Sisto IV:
  - Berardo, Ottone, Pietro, Accursio e Adiuto, protomartiri francescani (7 agosto 1481).[15]
  - Bonaventura da Bagnoregio, cardinale, vescovo francescano di Albano (14 maggio 1482).[15]
- Pontificato di Innocenzo VIII:
  - Leopoldo III, margravio d'Austria (6 gennaio 1485).[15]
- Pontificato di Leone X:
  - Francesco di Paola, fondatore dell'ordine dei minimi (1º maggio 1519).[16]
  - Casimiro, principe di Polonia e Lituania (1521).[16]
- Pontificato di Adriano VI:
  - Bennone, vescovo di Meißen (31 maggio 1523).[16]
- Pontificato di Clemente VII:
  - Antonino, vescovo domenicano di Firenze (26 novembre 1523).[16]
- Pontificato di Sisto V:
  - Diego d'Alcalá, religioso francescano (2 luglio 1588).[16]

## Pontificato di Clemente VIII
- 17 aprile 1594:
  - Giacinto († 1257), sacerdote domenicano.[17]
- 29 aprile 1601:
  - Raimondo di Peñafort (1175 circa - 1275), sacerdote domenicano.[17]

## Pontificato di Paolo V
- 29 maggio 1608:
  - Francesca Romana (1384-1436), vedova, fondatrice delle Oblate di Tor de'Specchi.[17]
- 1º novembre 1610:
  - Carlo Borromeo (1538-1584), cardinale, arcivescovo di Milano.[17]

## Pontificato di Gregorio XV
- 12 marzo 1622:
  - Isidoro Agricola (1080 circa - 1130 circa), laico;[18]
  - Francesco Saverio (1506-1552), sacerdote professo della Compagnia di Gesù;[18]
  - Ignazio di Loyola (1491-1556), sacerdote, fondatore della Compagnia di Gesù;[18]
  - Teresa di Gesù (1515-1582), vergine, riformatrice dell'Ordine Carmelitano;[18]
  - Filippo Neri (1515-1595), sacerdote, fondatore della Congregazione dell'Oratorio.[18]

## Pontificato di Urbano VIII
- 24 giugno 1626:
  - Elisabetta di Portogallo (1271-1336), vedova, terziaria francescana.[19]
- 22 aprile 1629:
  - Andrea Corsini (1302-1373), carmelitano, vescovo di Fiesole.[19]

Canonizzazioni equipollenti
- 5 novembre 1625:
  - Raimondo Nonnato (1200 circa - 1240), sacerdote dell'Ordine di Nostra Signora della Mercede.[20]
- 30 settembre 1628:
  - Pietro Nolasco (1182 circa - 1256), sacerdote, fondatore dell'Ordine di Nostra Signora della Mercede.[21]

## Pontificato di Alessandro VII
- 1º novembre 1658:
  - Tommaso di Villanova (1486-1555), arcivescovo eremitano di Valencia.[19]
- 19 aprile 1665:
  - Francesco di Sales (1567-1622), vescovo di Ginevra, fondatore dell'Ordine della Visitazione di Santa Maria.[19]

Canonizzazioni equipollenti
- 31 maggio 1655:	
  - Ferdinando III (1201-1252), re di Castiglia.[22]
- 21 ottobre 1666:
  - Giovanni de Matha (1160-1213), sacerdote, fondatore dell'Ordine della Santissima Trinità;[23]
  - Felice di Valois (1127-1212), cofondatore dell'Ordine della Santissima Trinità.[23]

## Pontificato di Clemente IX
- 28 aprile 1669:
  - Maria Maddalena de' Pazzi (1566-1607), vergine dell'Ordine dei Carmelitani;[24]
  - Pietro d'Alcántara (1499-1562), sacerdote, riformatore dell'Ordine dei Frati Minori.[24]

## Pontificato di Clemente X
- 12 aprile 1671:
  - Gaetano Thiene (1470-1547), sacerdote, fondatore dei Chierici regolari teatini;[24]
  - Francesco Borgia (1510-1572), sacerdote professo della Compagnia di Gesù;[24]
  - Luigi Bertrando (1526-1581), sacerdote professo dell'Ordine dei frati predicatori;[25]
  - Filippo Benizi (1233-1285), sacerdote professo dell'ordine dei Servi di Maria;[25]
  - Rosa di Santa Maria (1586-1617), terziaria domenicana.[25]

## Pontificato di Alessandro VIII
- 16 ottobre 1690:
  - Giovanni da Capestrano (1386-1456), sacerdote professo dell'Ordine dei frati minori;[25]
  - Giovanni di Dio (1495-1505), fondatore dell'Ordine ospedaliero;[25]
  - Giovanni da San Facondo (1430 circa - 1479), sacerdote professo dell'Ordine di Sant'Agostino;[26]
  - Lorenzo Giustiniani (1381-1456), patriarca di Venezia;[26]
  - Pasquale Baylón (1540-1592), religioso professo dell'Ordine dei frati minori.[26]

## Pontificato di Innocenzo XII
Canonizzazioni equipollenti
- 13 febbraio 1692
  - Maria de Cervellòn (1230-1290), vergine dell'Ordine di Nostra Signora della Mercede.[27]
- 5 settembre 1696
  - Zita (1218-1278), vergine.[28]

## Pontificato di Clemente XI
- 22 maggio 1712:
  - Andrea Avellino (1521-1608), sacerdote professo dell'ordine dei Chierici regolari teatini;[26]
  - Caterina da Bologna (1413-1463), badessa clarissa;[29]
  - Felice da Cantalice (1515-1587), religioso dell'Ordine dei frati minori cappuccini;[29]
  - Pio V (1504-1572), domenicano, papa.[29]

Canonizzazioni equipollenti
- 30 maggio 1705:
  - Teresa (1176-1250), vedova cistercense;[30]
  - Sancia (1178-1229), vergine cistercense.[30]
- 27 gennaio 1720:
  - Umiltà (1226 circa - 1310), badessa vallombrosana. [31]

## Pontificato di Benedetto XIII
- 10 dicembre 1726:
  - Agnese di Montepulciano (1268 circa - 1317), vergine del Secondo ordine domenicano;[29]
  - Giacomo della Marca (1394 circa - 1476), sacerdote professo dell'Ordine dei frati minori;[29]
  - Turibio de Mogrovejo (1538-1606), arcivescovo di Lima.[32]
- 27 dicembre 1726:
  - Francesco Solano (1549-1610), sacerdote professo dell'Ordine dei frati minori;[32]
  - Giovanni della Croce (1542-1591), sacerdote, riformatore dell'Ordine carmelitano;[32]
  - Pellegrino Laziosi (1265 circa - 1345 circa), religioso dell'ordine dei Servi di Maria.[32]
- 31 dicembre 1726:
  - Luigi Gonzaga (1568-1591), religioso della Compagnia di Gesù;[32]
  - Stanislao Kostka (1550-1568), religioso della Compagnia di Gesù.[33]
- 16 maggio 1728:
  - Margherita da Cortona (1247-1297), penitente del Terz'ordine francescano.[33]
- 19 marzo 1729:
  - Giovanni Nepomuceno (1340 circa - 1393), sacerdote e martire.[33]

Canonizzazioni equipollenti
- 14 aprile 1728:
  - Serapione (1179-1240), mercedario, martire.[34]

## Pontificato di Clemente XII
- 16 giugno 1737:
  - Caterina da Genova (1447-1510), mistica;[33]
  - Giovanni Francesco Régis (1597-1640), sacerdote professo della Compagnia di Gesù;[33]
  - Giuliana Falconieri (1270 circa - 1341), vergine, fondatrice delle Serve di Maria;[35]
  - Vincenzo de' Paoli (1581-1660), sacerdote, fondatore della Congregazione della missione e delle Figlie della Carità.[35]

## Pontificato di Benedetto XIV
- 29 giugno 1746:
  - Camillo de Lellis (1550-1614), sacerdote, fondatore dei Chierici regolari Ministri degli Infermi;[35]
  - Caterina de' Ricci (1522-1590), vergine del Terz'Ordine regolare di San Domenico;[35]
  - Fedele da Sigmaringen (1578-1622), sacerdote professo dell'Ordine dei frati minori cappuccini, martire;[35]
  - Giuseppe da Leonessa (1556-1612), religioso dell'Ordine dei frati minori cappuccini;[36]
  - Pietro Regalado (1390-1456), religioso dell'Ordine dei frati minori.[36]

Canonizzazioni equipollenti
- 1º agosto 1742:
  - Girio, eremita.[37]

## Pontificato di Clemente XIII
- 16 luglio 1767:
  - Girolamo Emiliani (1486-1537), fondatore dei Chierici regolari di Somasca;[36]
  - Giovanna Francesca di Chantal (1572-1641), vedova, fondatrice dell'Ordine della Visitazione di Santa Maria;[36]
  - Giovanni da Kęty (1320 circa - 1437), sacerdote;[38]
  - Giuseppe Calasanzio (1558-1648), sacerdote, fondatore dei Chierici regolari poveri della Madre di Dio delle scuole pie;[38]
  - Giuseppe da Copertino (1603-1663), sacerdote professo dell'Ordine dei frati minori conventuali;[38]
  - Serafino da Montegranaro (1540-1604), religioso dell'Ordine dei frati minori cappuccini.[38]

## Pontificato di Pio VII
- 24 maggio 1807:
  - Angela Merici (1474 circa - 1540), vergine, fondatrice delle Orsoline;[39]
  - Benedetto da San Fratello (1526-1589), religioso dell'Ordine dei frati minori;[39]
  - Coletta Boylet (1381-1447), vergine, riformatrice delle clarisse;[39]
  - Francesco Caracciolo (1563-1608), sacerdote, fondatore dei Chierici regolari minori;[39]
  - Giacinta Marescotti (1585-1640), vergine del Terz'ordine regolare di San Francesco.[40]

Canonizzazioni equipollenti
- 10 maggio 1802:
  - Berardo (1079-1130), vescovo dei Marsi.[41]

## Pontificato di Gregorio XVI
- 26 maggio 1839:
  - Alfonso Maria de' Liguori (1696-1787), vescovo di Sant'Agata de' Goti, fondatore della Congregazione del Santissimo Redentore;[40]
  - Francesco De Geronimo (1642-1716), sacerdote professo della Compagnia di Gesù;[40]
  - Giovan Giuseppe della Croce (1654-1734), religioso dell'Ordine dei frati minori;[40]
  - Pacifico da San Severino (1653-1721), sacerdote professo dell'Ordine dei frati minori;[42]
  - Veronica Giuliani (1660-1727), badessa clarissa cappuccina.[42]

Canonizzazioni equipollenti
- 9 aprile 1832:
  - Ceccardo († 860), vescovo di Luni e Sarzana;[43]
  - Corrado (1105 circa - 1154), eremita.[44]
- 2 giugno 1834:
  - Artaldo (1101 circa - 1206), vescovo certosino di Belley.[45]
- 15 gennaio 1841:
  - Fortunato, vescovo di Napoli.[22]

## Pontificato di Pio IX
- 8 giugno 1862:
  - Michele dei Santi (1591-1625), sacerdote dell'Ordine della Santissima Trinità.[42]
- 9 giugno 1862:
  - Pietro Battista Blásquez, Paolo Miki e 24 compagni († 1597), martiri del Giappone.[42]
- 29 giugno 1867:
  - Germana Cousin (1579-1601), vergine;[46]
  - Giosafat Kuncewycz (1580 circa - 1623), basiliano, vescovo greco-cattolico di Polack, martire.[46]
  - Leonardo da Porto Maurizio (1676-1751), sacerdote professo dell'Ordine dei frati minori;[46]
  - Maria Francesca delle Cinque Piaghe (1715-1791), vergine del Terz'Ordine regolare di San Francesco;[46]
  - Nicola Pieck e 18 compagni († 1572), martiri di Gorcum;[47]
  - Paolo della Croce (1694-1775), sacerdote, fondatore della Congregazione della Passione di Gesù Cristo;[47]
  - Pietro d'Arbués (1440-1485), canonico regolare, martire.[47]

Canonizzazioni equipollenti
- 4 agosto 1848:
  - Mauro († 1075 circa), vescovo di Pécs.[48]
- 13 settembre 1850:
  - Giuliana e Semproniana, vergini e martiri.[49]
- 22 settembre 1853:
  - Guido († 1070), vescovo di Acqui.[50]
- 4 maggio 1854:
  - Prospero, vescovo.[51]
- 12 settembre 1861:
  - Valfredo della Gherardesca († 765), fondatore e abate di San Pietro in Palazzuolo.[52]
- 27 marzo 1862:
  - Notburga (1265-1313), vergine.[53]
- 3 maggio 1866:
  - Convoione (788-868), fondatore e abate di Saint-Sauveur a Redon.[54]
- 1º ottobre 1868:
  - Reginaldo († 1104 circa), eremita.[20]
- 27 aprile 1871:
  - Conone († 1200 circa), monaco di Santa Maria di Cadossa.[54]
- 13 giugno 1871:
  - Massimo († 361 circa), vescovo di Napoli.[48]

## Pontificato di Leone XIII
- 8 dicembre 1881:
  - Benedetto Giuseppe Labre (1748-1783), pellegrino;[47]
  - Chiara della Croce (1268-1308), vergine agostiniana;[55]
  - Giovanni Battista de' Rossi (1698-1764), sacerdote;[55]
  - Lorenzo da Brindisi (1559-1619), sacerdote professo dell'Ordine dei frati minori cappuccini.[55]
- 15 gennaio 1888:
  - Alfonso Rodríguez (1533-1617), religioso della Compagnia di Gesù;[55]
  - Giovanni Berchmans (1599-1621), religioso della Compagnia di Gesù;[55]
  - Pietro Claver (1580-1654), sacerdote professo della Compagnia di Gesù;[56]
  - Sette fondatori dell'ordine dei Servi di Maria.[56]
- 27 maggio 1897:
  - Antonio Maria Zaccaria (1502-1539), sacerdote, fondatore dei Chierici regolari di San Paolo e delle Angeliche;[56]
  - Pietro Fourier (1565-1640), sacerdote, fondatore della Congregazione del Salvatore e della Congregazione di Nostra Signora.[56]
- 24 maggio 1900:
  - Giovanni Battista de La Salle (1651-1719), sacerdote, fondatore dei Fratelli delle scuole cristiane;[56]
  - Rita da Cascia (1381 circa - 1457), vedova, agostiniana.[57]

Canonizzazioni equipollenti
- 2 maggio 1878:
  - Nostriano († 450 circa), vescovo di Napoli.[53]
- 8 gennaio 1880:
  - Lucido († 1038), monaco di Aquara.[58]
- 10 maggio 1883:
  - Ilariano († 793 circa), martire.[59]
- 20 dicembre 1883:
  - Severino Boezio (475-524), martire.[34]
- 18 dicembre 1884:
  - Eustasio, vescovo di Napoli.[60]
- 20 dicembre 1888:
  - Girolamo († 787), vescovo di Pavia;[61]
  - Lanfranco († 1194), vescovo di Pavia;[62]
  - Crispino I († 467), vescovo di Pavia;[62]
  - Litifredo I, vescovo di Pavia;[62]
  - Rodobaldo II, vescovo di Pavia.[62]
- 9 maggio 1889:
  - Germano († 1018), fondatore e abate di Talloires.[63]
- 14 marzo 1890:
  - Liduina (1380-1433), vergine.[58]
- 28 aprile 1890:
  - Gemma († 1439), vergine e reclusa.[37]
- 10 giugno 1891:
  - Adriano III († 885), papa.[64]
- 2 luglio 1893:
  - Falco († 1440), eremita.[22]
- 21 dicembre 1893:
  - Alferio (930-1050), abate di Cava;[65]
  - Leone I († 1079), abate di Cava;[66]
  - Pietro († 1123), abate di Cava;[66]
  - Costabile(1060-1124), abate di Cava.[66]
- 11 dicembre 1897:
  - Sabino, vescovo e martire.[67]
- 11 luglio 1898:
  - Adamnano, abate di Iona († 704);[68]
  - Beano;[69]
  - Blano († 590 circa);[69]
  - Colmano († 676);[69]
  - Comgano;[69]
  - Costantino († 576), martire;[69]
  - Donnano e 52 compagni († 618), martiri;[69]
  - Drostano, abate († 610 circa);[69]
  - Duthac, vescovo di Ross († 1065);[69]
  - Fergusto, vescovo († 721 circa);[69]
  - Fillano, abate;[69]
  - Finano († 661);[69]
  - Luano († 592);[69]
  - Macario, vescovo;[69]
  - Magno († 1115), martire;[69]
  - Melrubio († 722 circa), martire;[69]
  - Nathalan († 678 circa);[69]
  - Palladio, vescovo († 432);[69]
  - Talaricano, vescovo.[69]
- 23 luglio 1900:
  - Obizio († 1204).[70]
- 24 novembre 1900:
  - Nicezio, vescovo di Besançon († 611 circa);[71]
  - Desiderato, vescovo di Besançon († 550);[72]
  - Donato, vescovo di Besançon († 660 circa);[72]
  - Ermenfrido, abate († 670 circa);[72]
  - Maimbodo, eremita († 880 circa);[72]
  - Massimino, vescovo di Besançon;[72]
  - Protadio, vescovo di Besançon († 624);[72]
  - Simone, religioso;[72]
  - Teodulo, vescovo;[72]
  - Valdeberto, abate di Luxeuil († 668);[72]
  - Valeriano, martire († 178);[72]
- 1º maggio 1902:
  - Eurosia († 714 circa), vergine e martire;[73]
  - Eva († 1265 circa), vergine.[61]
- 19 giugno 1902:
  - Alberto, vescovo;[65]
  - Aidano († 626), vescovo di Ferns;[74]
  - Cartaco († 637), vescovo e abate di Lismore;[74]
  - Ciarano († 530 circa), vescovo e abate di Ossory;[74]
  - Coemgen († 618 circa), abate di Glendalough;[74]
  - Colmano († 600 circa), vescovo di Cloyne;[74]
  - Colmano, vescovo di Dromore;[74]
  - Colmano († 632 circa), vescovo di Kilmacduagh;[74]
  - Comgall († 602 circa), fondatore e abate di Bangor;[74]
  - Conlaedo († 519 circa), vescovo;[74]
  - Declano, vescovo di Ardmore;[74]
  - Eugenio, vescovo di Ardstraw;[74]
  - Fachtna, vescovo di Ross;[74]
  - Fedlimino, vescovo;[74]
  - Finbar († 610 circa), vescovo;[74]
  - Finiano († 549 circa), abate;[74]
  - Flannano, vescovo di Killaloe;[74]
  - Iarlath († 550 circa), vescovo di Tuam;[74]
  - Laisren († 639), abate di Leighlin;[74]
  - Macanisio († 514), vescovo;[74]
  - Mac Cairthind († 505 circa), vescovo;[74]
  - Muredach, vescovo di Killala;[74]
  - Nateo († 610 circa), vescovo e abate di Achonry;[74]
  - Otterano († 563 circa), monaco;[74]
  - Tassac, vescovo di Elphin.[74]

## Pontificato di Pio X
- 11 dicembre 1904:
  - Alessandro Sauli (1534-1592), barnabita, vescovo di Aleria e poi di Pavia;[57]
  - Gerardo Maiella (1726-1755), religioso della Congregazione del Santissimo Redentore.[57]
- 20 maggio 1909:
  - Clemente Maria Hofbauer (1751-1820), sacerdote professo della Congregazione del Santissimo Redentore;[57]
  - Giuseppe Oriol (1650-1702), sacerdote.[57]

Canonizzazioni equipollenti
- 7 settembre 1903:
  - Giusto, martire.[49]
- 9 dicembre 1903:
  - Teobaldo († 1001), vescovo di Vienne;[30]
  - Chiaro († 660 circa), abate di Saint-Marcel;[75]
  - Ferreolo († 670 circa), vescovo di Grenoble e martire;[75]
  - Bernardo (777-841), vescovo di Vienne;[75]
  - Amedeo († 1159), abate cistercense di Altacomba e vescovo di Losanna;[75]
  - Eldrado († 842), abate di Novalesa;[75]
  - Ugo († 1194 circa), abate cistercense di Bonnevaux;[75]
  - Giovanni († 1146), vescovo cistercense di Valence;[75]
  - Arigio (535-604), vescovo di Gap;[75]
  - Cerazio († 455 circa), vescovo di Grenoble;[75]
  - Giusto, monaco presso Condat;[75]
  - Stefano († 1208) vescovo certosino di Die;[75]
  - Ismidone († 1115), vescovo di Die;[75]
  - Leoniano († 570 circa), abate;[75]
  - Esichio, vescovo di Vienne;[75]
  - Namazio  († 599 circa), vescovo di Vienne;[75]
  - Apro († 507), sacerdote ed eremita.[75]
- 13 luglio 1904:
  - Arialdo (1000-1066), diacono e martire.[45]
- 6 dicembre 1905:
  - Sigisberto e Placido, benedettini.[51]
- 2 marzo 1906:
  - Giovanni († 1094), vescovo benedettino di Montemarano.[76]
- 24 luglio 1907:
  - Romedio, eremita.[77]
- 13 febbraio 1908:
  - Vivaldo († 1320 circa), eremita.[78]
- 12 agosto 1908:
  - Potentino, Felicio e Simplicio, eremiti.[51]

## Pontificato di Benedetto XV
- 13 maggio 1920:
  - Gabriele dell'Addolorata (1838-1862), religioso della Congregazione della Passione di Gesù Cristo;[79]
  - Margherita Maria Alacoque (1647-1690), vergine dell'Ordine della Visitazione di Santa Maria.[79]
- 16 maggio 1920:
  - Giovanna d'Arco (1412-1431), vergine.[79]

## Pontificato di Pio XI
- 17 maggio 1925:
  - Teresa del Bambino Gesù e del Volto Santo (1873-1897), vergine del Carmelo di Lisieux.[79]
- 21 maggio 1925:
  - Pietro Canisio (1521-1597), sacerdote professo della Compagnia di Gesù.[80]
- 24 maggio 1925:
  - Maddalena Sofia Barat (1779-1865), vergine, fondatrice della Società del Sacro Cuore di Gesù;[80]
  - Maria Maddalena Postel (1756-1846), vergine, fondatrice della Suore delle scuole cristiane della misericordia.[80]
- 31 maggio 1925:
  - Giovanni Maria Vianney (1786-1859), sacerdote;[80]
  - Giovanni Eudes (1601-1680), sacerdote, fondatore della Congregazione di Gesù e Maria e dell'Ordine di Nostra Signora della Carità.[80]
- 22 giugno 1930:
  - Caterina Tomás (1531-1574), vergine dell'ordine delle Canonichesse regolari lateranensi;[81]
  - Lucia Filippini (1672-1732), vergine, fondatrice delle Maestre pie.[81]
- 29 giugno 1930:
  - Giovanni de Brébeuf e 7 compagni, gesuiti, martiri canado-americani;[81]
  - Roberto Bellarmino (1542-1621), gesuita, arcivescovo di Capua, cardinale;[81]
  - Teofilo da Corte (1676-1740), sacerdote professo dell'Ordine dei Frati Minori.[81]
- 4 giugno 1933:
  - Andrea Uberto Fournet (1752-1834), sacerdote, fondatore delle Figlie della Croce, Suore di Sant'Andrea.[82]
- 8 dicembre 1933:
  - Maria Bernarda Soubirous (1844-1879), vergine della congregazione delle Suore della Carità e dell'Istruzione Cristiana.[82]
- 14 gennaio 1934:
  - Giovanna Antida Thouret (1756-1826), vergine, fondatrice delle Suore della Carità.[82]
- 4 marzo 1934:
  - Maria Michela del Santissimo Sacramento (1809-1865), vergine, fondatrice delle Ancelle del Santissimo Sacramento e della Carità.[82]
- 11 marzo 1934:
  - Luisa di Marillac (1591-1660), vedova, fondatrice delle Figlie della Carità di San Vincenzo de' Paoli.[83]
- 19 marzo 1934:
  - Giuseppe Benedetto Cottolengo (1786-1842), sacerdote, fondatore di fratelli, suore e sacerdoti della Piccola Casa della Divina Provvidenza;[83]
  - Pompilio Maria Pirrotti (1710-1766), sacerdote professo dei Chierici regolari poveri della Madre di Dio delle scuole pie;[83]
  - Teresa Margherita Redi (1747-1770), vergine dell'Ordine delle carmelitane scalze.[83]
- 1º aprile 1934:
  - Giovanni Bosco (1815-1888), sacerdote, fondatore della Società salesiana e delle Figlie di Maria Ausiliatrice.[83]
- 20 maggio 1934:
  - Corrado da Parzham (1818-1894), religioso dell'Ordine dei frati minori cappuccini.[84]
- 19 maggio 1935:
  - Giovanni Fisher (1469-1535), vescovo di Rochester, cardinale, martire;[84]
  - Tommaso Moro (1478-1535), martire.[84]
- 17 aprile 1938:
  - Andrea Bobola (1591-1657), sacerdote professo della Compagnia di Gesù, martire;[84]
  - Giovanni Leonardi (1541 circa - 1609), sacerdote, fondatore dell'ordine dei Chierici regolari della Madre di Dio;[84]
  - Salvatore da Horta (1520-1567), religioso dell'Ordine dei frati minori.[84]

Canonizzazioni equipollenti
- 27 maggio 1925:
  - Bogumilo, vescovo di Gniezno.[85]
- 16 dicembre 1931:
  - Alberto Magno († 1280), vescovo domenicano di Ratisbona.[82]
- 5 gennaio 1938:
  - Emma di Gurk, vedova.[64]

## Pontificato di Pio XII
- 2 maggio 1940:
  - Gemma Galgani (1878-1903), vergine;[86]
  - Maria di Sant'Eufrasia Pelletier (1796-1868), vergine, fondatrice delle Suore di Nostra Signora della Carità del Buon Pastore.[86]
- 7 luglio 1946:
  - Francesca Saverio Cabrini (1850-1917), vergine, fondatrice delle Missionarie del Sacro Cuore di Gesù.[86]
- 15 maggio 1947:
  - Nicola di Flüe (1417-1487), eremita.[86]
- 22 giugno 1947:
  - Bernardino Realino (1530-1616), sacerdote professo della Compagnia di Gesù;[87]
  - Giovanni de Britto (1647-1693), sacerdote professo della Compagnia di Gesù, martire;[87]
  - Giuseppe Cafasso (1811-1860), sacerdote.[87]
- 6 luglio 1947:
  - Giovanna Elisabetta Bichier des Ages (1773-1838), vergine, fondatrice delle Figlie della Croce, Suore di Sant'Andrea;[87]
  - Michele Garicoïts (1797-1863), sacerdote, fondatore dei Preti del Sacro Cuore di Gesù di Bétharram.[87]
- 20 luglio 1947:
  - Luigi Maria Grignion de Montfort (1673-1716), sacerdote, fondatore della Compagnia di Maria e delle Figlie della Sapienza;[88]
  - Caterina Labouré (1806-1876), vergine delle Figlie della Carità di San Vincenzo de' Paoli.[88]
- 15 maggio 1949:
  - Giovanna di Lestonnac (1556-1640), vedova, fondatrice dell'Ordine della Compagnia di Maria Nostra Signora.[88]
- 12 giugno 1949:
  - Maria Giuseppa Rossello (1811-1880), vergine, fondatrice delle Figlie di Nostra Signora della Misericordia.[88]
- 23 aprile 1950:
  - Emilia de Rodat (1787-1852), fondatrice delle Suore della Sacra Famiglia di Villefranche.[88]
- 7 maggio 1950:
  - Antonio Maria Claret (1807-1870), arcivescovo di Santiago, fondatore dei Figli del Cuore Immacolato di Maria e delle Religiose di Maria Immacolata.[89]
- 18 maggio 1950:
  - Bartolomea Capitanio (1807-1833), vergine, fondatrice delle Suore di Carità di Maria Bambina;[89]
  - Vincenza Gerosa (1784-1847), vergine, fondatrice delle Suore di Carità di Maria Bambina.[89]
- 28 maggio 1950:
  - Giovanna di Valois (1464-1505), fondatrice dell'Ordine della Vergine Maria.[89]
- 11 giugno 1950:
  - Vincenzo Maria Strambi (1745-1824), passionista, vescovo di Macerata e Tolentino.[89]
- 24 giugno 1950:
  - Maria Goretti (1890-1902), vergine e martire.[90]
- 9 luglio 1950:
  - Maria Anna di Gesù (1618-1645), vergine del Terz'ordine regolare di San Francesco.[90]
- 24 giugno 1951:
  - Emilia de Vialar (1797-1856), vergine, fondatrice delle Suore di San Giuseppe dell'Apparizione;[90]
  - Maria Domenica Mazzarello (1837-1881), vergine, fondatrice delle Figlie di Maria Ausiliatrice.[90]
- 21 ottobre 1951:
  - Antonio Maria Gianelli (1789-1846), vescovo di Bobbio, fondatore delle Figlie di Maria Santissima dell'Orto;[90]
  - Francesco Saverio Maria Bianchi (1743-1815), sacerdote dell'ordine dei Chierici regolari di San Paolo;[91]
  - Ignazio da Laconi (1701-1781), religioso dell'Ordine dei frati minori cappuccini.[91]
- 29 maggio 1954:
  - Pio X (1835-1914), papa.[91]
- 12 giugno 1954:
  - Domenico Savio (1842-1857), allievo salesiano;[91]
  - Gaspare del Bufalo (1786-1837), sacerdote, fondatore dei Missionari del Preziosissimo Sangue;[91]
  - Giuseppe Pignatelli (1737-1811), sacerdote, restauratore della Compagnia di Gesù;[92]
  - Maria Crocifissa Di Rosa (1813-1855), vergine, fondatrice delle Ancelle della Carità;[92]
  - Pietro Chanel (1803-1841), sacerdote professo della Società di Maria, martire.[92]

Canonizzazioni equipollenti
- 19 novembre 1943
  - Margherita d'Ungheria, vergine del Secondo Ordine domenicano.[86]
- 11 agosto 1958: 
  - Ermanno Giuseppe, sacerdote premostratense.[93]

## Pontificato di Giovanni XXIII
- 12 aprile 1959
  - Carlo da Sezze (1613-1670), religioso dell'Ordine dei frati minori;[92]
  - Gioacchina de Vedruna (1783-1854), vedova, fondatrice delle Suore carmelitane della carità.[94]
- 26 maggio 1960
  - Gregorio Barbarigo (1625-1697), cardinale e vescovo.[94]
- 12 giugno 1960:
  - Giovanni de Ribera (1532-1611), arcivescovo di Valencia, fondatore delle agostiniane scalze.[94]
- 11 maggio 1961:
  - Maria Bertilla Boscardin (1888-1922), vergine, religiosa della congregazione delle Dorotee.[94]
- 6 maggio 1962:
  - Martino de Porres (1579-1639), religioso dell'Ordine dei frati predicatori.[94]
- 9 dicembre 1962:
  - Antonio Maria Pucci (1818-1892), sacerdote professo dell'ordine dei Servi di Maria;[95]
  - Francesco Maria da Camporosso (1804-1886), religioso dell'Ordine dei frati minori cappuccini;[95]
  - Pier Giuliano Eymard (1811-1868), sacerdote, fondatore della Congregazione del Santissimo Sacramento e delle Ancelle del Santissimo Sacramento.[95]
- 20 gennaio 1963:
  - Vincenzo Pallotti (1795-1850), sacerdote, fondatore della Società dell'apostolato cattolico.[95]

## Pontificato di Paolo VI
- 18 ottobre 1964:
  - Carlo Lwanga e 21 compagni, martiri dell'Uganda.[95]
- 29 ottobre 1967:
  - Benildo Romançon (1805-1862), religioso della congregazione dei Fratelli delle scuole cristiane.[96]
- 22 giugno 1969:
  - Giulia Billiart (1751-1816), vergine, fondatrice delle Suore di Nostra Signora di Namur.[96]
- 25 gennaio 1970:
  - Maria Desolata Torres Acosta (1826-1887), vergine, fondatrice delle Serve di Maria Ministre degli Infermi.[96]
- 3 maggio 1970:
  - Leonardo Murialdo (1828-1900), sacerdote, fondatore della Congregazione di San Giuseppe.[96]
- 10 maggio 1970:
  - Teresa Couderc (1805-1885), vergine, fondatrice delle Suore di Nostra Signora del Ritiro al Cenacolo.[96]
- 31 maggio 1970:
  - Giovanni d'Avila (1499-1569), sacerdote.[97]
- 21 giugno 1970:
  - Nicola Tavelić e 3 compagni († 1391), martiri.[97]
- 25 ottobre 1970:
  - Cutberto Mayne e 39 compagni, martiri d'Inghilterra e Galles.[97]
- 27 gennaio 1974:
  - Teresa Jornet e Ibars (1843-1897), vergine, fondatrice delle Piccole suore degli anziani abbandonati.[97]
- 25 maggio 1975:
  - Giovanni Battista della Concezione (1561-1613), sacerdote professo dell'Ordine della Santissima Trinità;[97]
  - Vincenza Maria López Vicuña (1846-1890), vergine, fondatrice delle Religiose di Maria Immacolata.[98]
- 14 settembre 1975:
  - Elisabetta Anna Bayley Seton (1774-1821), vedova, fondatrice delle Suore della Carità.[98]
- 28 settembre 1975:
  - Giovanni Macías (1585-1645), religioso dell'Ordine dei frati predicatori.[98]
- 12 ottobre 1975:
  - Oliver Plunkett (1625-1681), arcivescovo di Armagh, martire.[98]
- 26 ottobre 1975:
  - Giustino de Jacobis (1800-1860), lazzarista, vescovo di Nilopoli e vicario apostolico in Etiopia.[98]
- 3 ottobre 1976:
  - Beatrice de Silva (1424-1490), vergine, fondatrice delle Concezioniste francescane.[99]
- 17 ottobre 1976:
  - John Ogilvie (1579-1615), sacerdote professo della Compagnia di Gesù, martire.[99]
- 23 gennaio 1977:
  - Raffaella Maria del Sacro Cuore (1850-1925), fondatrice delle Ancelle del Sacro Cuore di Gesù.[99]
- 19 giugno 1977:
  - Giovanni Nepomuceno Neumann (1811-1860), redentorista, vescovo di Filadelfia.[99]
- 9 ottobre 1977:
  - Charbel Makhlouf (1828-1898), sacerdote professo dell'Ordine libanese maronita.[99]

Canonizzazioni equipollenti
- 27 gennaio 1966:
  - Adelaide (960 circa - 1015), badessa benedettina di Vilich.[68]
- 8 gennaio 1970:
  - Bertoldo (1060 circa - 1142), abate benedettino di Garsten.[85]